# Fülhúzás
A fülhúzás hagyományos inuit sport, amely próbára teszi a résztvevők fájdalomtűrő képességét és erejét.

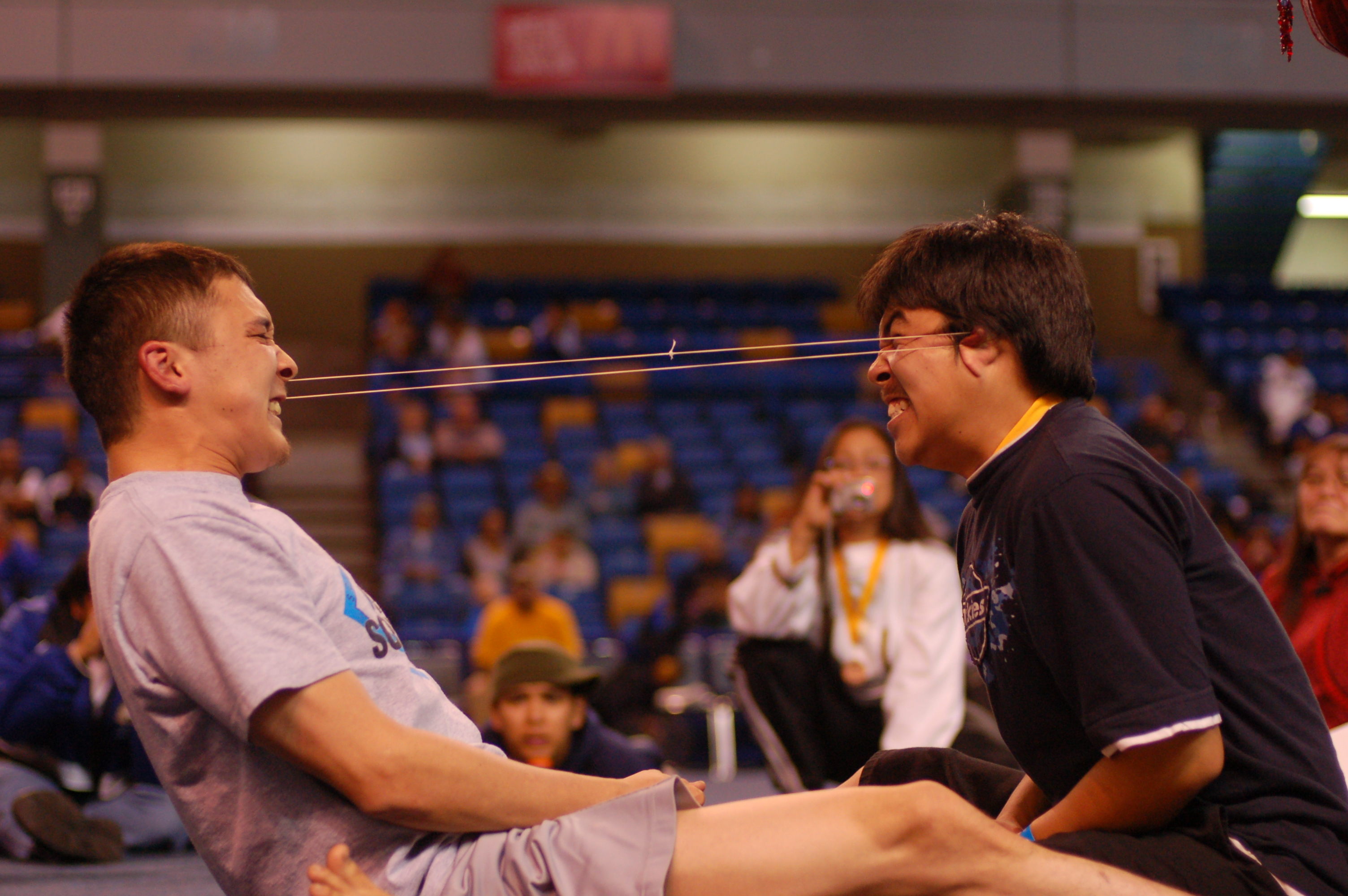
Fülhúzás a 2008-as eszkimó indián olimpián

## A játszma
A fülhúzásban két versenyző ül egymással szemben, lábaik egymásra vannak helyezve és egymásba vannak kulcsolva. A fülük mögé egy vastag zsinórt hurkolnak, amely összeköti a jobb fület a jobb füllel, illetve a bal fület a bal füllel. A versenyzők ezután a saját fülükkel meghúzzák az ellenfél fülét, amíg a zsinór ki nem jön a fül mögül, vagy az ellenfél fel nem adja a fájdalom miatt. A játék vérzést is okozhat, és a versenyzők sérüléseit időnként össze kell ölteni.

## Fordítás
Ez a szócikk részben vagy egészben  az   Ear pull című angol Wikipédia-szócikk ezen változatának fordításán alapul.  Az eredeti cikk szerkesztőit annak laptörténete sorolja fel. Ez a jelzés csupán a megfogalmazás eredetét és a szerzői jogokat jelzi, nem szolgál a cikkben szereplő információk forrásmegjelöléseként.